# Xã Greene, Quận Iowa, Iowa
Xã Greene (tiếng Anh: Greene Township) là một xã thuộc quận Iowa, tiểu bang Iowa, Hoa Kỳ. Năm 2010, dân số của xã này là 522 người.